# Secondigny
Secondigny település Franciaországban, Deux-Sèvres megyében. Lakosainak száma 1791 fő (2022. január 1.). Secondigny Allonne, Azay-sur-Thouet, Fenioux, Neuvy-Bouin, Pougne-Hérisson, Le Retail, Saint-Aubin-le-Cloud, Vernoux-en-Gâtine és Beugnon-Thireuil községekkel határos.

## Népesség
A település népessége az elmúlt években az alábbi módon változott:
| Lakosok száma | 1822 | 1835 | 1927 | 1843 | 1823 | 1802 | 1790 | 1791 | 1791 |
|               | 2013 | 2015 | 2016 | 2017 | 2018 | 2019 | 2020 | 2021 | 2022 |